# Charles Blackader

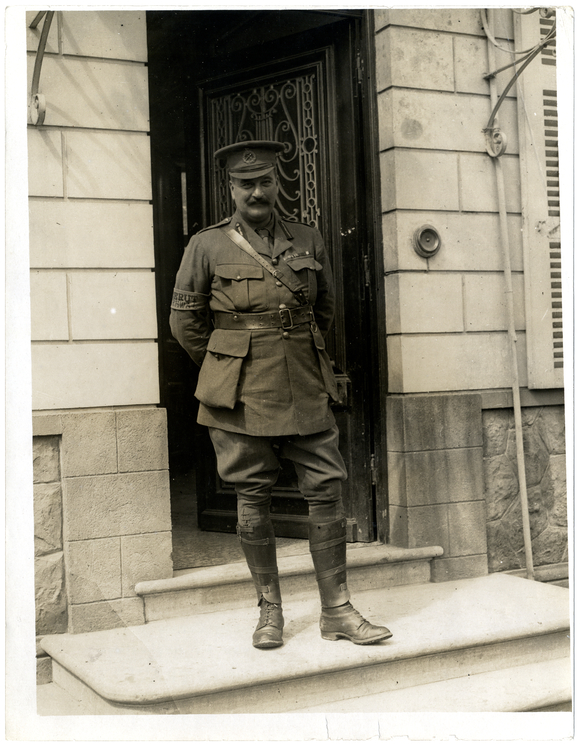
Charles Blackader (1916)

Charles Guinand Blackader CB, DSO, (* 20. September 1869 in Richmond; † 2. April 1921 in London) war ein britischer Generalmajor, der im Ersten Weltkrieg die 38th (Welsh) Division kommandierte.

## Leben

### Herkunft und Jugend
Charles Blackader wurde 1869 in Richmond im Südwesten von London (Surrey) geboren. Sein Vater Charles George Blackader hatte sich für eine akademische Karriere entschieden. Er stammte aus einer Offiziersfamilie und lehrte am Cheltenham College und am Clifton College in Bristol. Um 1865 schloss er die Ehe mit der im Elsass geborenen Charlotte Elizabeth Dorothea Guinand. Der aus dieser Verbindung entstammte Sohn Charles betrachtete sich zeitlebens als halber Franzose, ein Umstand der sich in seinen zweiten Vornamen Guinand manifestierte.
Charles Blackader wurde zuerst vom Reverend Mr. Hastings in der Aldin House School von Slough ausgebildet. Während seiner Kindheit zog die Familie von Richmond nach Southampton, wo sein Vater die Bildungsabteilung des Hartley Institute leitete, und dann nach Boulogne in Frankreich, wo auch Charles an der Beaurepaire School unterrichtet wurde. Nach seiner Rückkehr aus Frankreich im Jahr 1887 studierte Blackader am Royal Military College Sandhurst, wo er als aussichtsreicher Schüler galt, er verließ Sandhurst im August 1888. Charles heiratete im gleichen Jahr Marian Ethel, geborene Melbourne, die Tochter eines Ostindien-Händlers die auf Batavia geboren worden war. Das erste Kind aus seiner Ehe war die Tochter Dorothy Marion, eine zweite Tochter Joan de Corlies wurde 1892 geboren.

### Frühe Militärkarriere
Charles Blackader trat am 22. August 1888 beim 1. Bataillon des Leicestershire-Regiments ein. Seine in dieser Zeit übereilt geschlossene Ehe erfolgte, weil er am 23. April 1889 seinem auf die Bermudas verlegten Regiment zu folgen hatte. Nach zwei Jahren auf den Bermudas zog das 1. Leicesters nach Halifax. Dort im Musketry Camp wurde Blackader am 21. März 1890 zum Oberleutnant ernannt. Er wurde am 6. Dezember 1895 zum Captain befördert. Im Jahr 1895 diente er mit seinem Bataillon in Südafrika und 1897 wurde er in Lagos für den Dienst am Niger ausgewählt, wo er bis 1899 am Aufbau der Western African Frontier Force (Grenzschutz) gegenüber den Franzosen beteiligt war. Von 1899 bis 1902 diente er im 1./Leicesters im Burenkrieg, unter anderem bei der Belagerung von Ladysmith. Er wurde zweimal in Depeschen erwähnt (am 8. Februar und 10. September 1901) und erhielt am 27. September 1901 den Distinguished Service Order.
Von 1902 bis 1904 war er Adjutant im 1. Freiwilligen-Bataillon der Leicestershires und am 18. November 1904 wurde er zum Major befördert. Von 1904 bis 1912 diente er weiter beim 1. Bataillon in Indien, Shorncliffe und zuletzt im irischen Fermoy. Dazwischen gewann er 1908 zusammen mit Captain Challenor einen Army Tennis Cup. Am 10. September 1912 erhielt Blackader seine Beförderung zum Lieutenant Colonel und das Kommando über das 2. Bataillon des Leicestershire Regiments. Nachdem sich Blackader mit dem Liniendampfer „Rewa“ zunächst nach Bombay begeben hatte, erreichte er am 16. Dezember mit der Eisenbahn seine neue indische Garnison in Madras.

### Im Weltkrieg
Im Oktober 1914 wurde sein Bataillon als Teil der Garhwal Brigade im Verband der 7th (Meerut) Division zum Einsatz an der Westfront nach Nordfrankreich verlegt. Im November führte er im Rahmen des Indischen Korps (unter General James Willcocks) einen Angriff auf die deutschen Schützengräben bei Festubert an. Er wurde im Frühjahr 1915 zum Brigadegeneral befördert und übernahm das Kommando der indischen Garhwal Brigade, die er in der Schlacht von Neuve-Chapelle und bei Loos führte. Nach dem Abzug des Indischen Korps aus Europa übernahm er das Kommando über die 177. Brigade, die im Zuge des Osteraufstandes gesandt wurde. Blackader, bei seinem Regiment als „Old Black“ bekannt wurde, befehligte die 177. Infanterie-Brigade der 59. Division (Generalmajor Sandbach) bis Ende Juni 1916 in Dublin. Nach dem Aufstand wurden viele der von den britischen Behörden als verantwortlich angesehenen Rädelsführer vor Militärgerichten gestellt; 90 wurden zum Tode verurteilt, von denen schließlich 15 hingerichtet wurden. Blackader war als leitender Offizier bei einer Reihe von Kriegsgerichten beteiligt, darunter jene von Éamonn Ceannt, Thomas Clarke, Thomas MacDonagh, Patrick Pearse und Joseph Plunkett, fünf der sieben Unterzeichner der Proklamation der Irischen Republik. Für Blackader war diese Zeit seiner Karriere besonders schwer, ein Konflikt zwischen Militärrecht und seinem Gewissen brach auf. Er erhielt noch in Irland seine Beförderung zum Generalmajor und kehrte im Juni 1916 an die Westfront zurück, um den Befehl über die 38th (Welsh) Division zu übernehmen. Die folgenden Einsätze in der Schlacht an der Somme (Mametz, Fricourt) und im Sommer und Herbst 1917 beim XIV Corps unter General Earl of Cavan in der Schlacht von Passchendaele gaben wenig Anlass sich zu profilieren. Er wurde zum Kommandeur des belgischen Leopold-Ordens ernannt und erhielt sowohl das belgische als auch das französische Croix de Guerre. Am 31. Dezember 1917 wurde er von König Georg V. mit dem Order of the Bath für wertvolle Militärdienste ausgezeichnet. Im Mai 1918 verließ er sein Kommando weil er sich nach einem Hundebiss mit Tollwut infiziert hatte und begab sich zur Behandlung in das Institut Pasteur nach Paris. Noch nicht vollständig gesundet, erhielt er im November 1918 den Befehl als Commander of Southern District in Irland und Mitte 1919 erhielt er das Kommando im Portsmouth District. Er lebte zuletzt in der Half Moon Street, Piccadilly in Middlesex. Im Herbst 1920 verschlechterte sich sein Gesundheitszustand, Ende Februar 1921 klagte er über ein allgemeines Krankheitsgefühl. Blackader starb am 2. April 1921 an den Folgen von Leberkrebs im Militärkrankenhaus von Queen Alexandra, Millbank in London. Er wurde auf dem Friedhof Putney Vale in der Nähe von Richmond beigesetzt.